# Александрувка (Козеницький повіт)
Александрувка (пол. Aleksandrówka) — село в Польщі, у гміні Козениці Козеницького повіту Мазовецького воєводства.
Населення — 910 осіб (2011).
У 1975-1998 роках село належало до Радомського воєводства.

## Демографія
Демографічна структура станом на 31 березня 2011 року:
|          | Загалом | Допрацездатний вік | Працездатний вік | Постпрацездатний вік |
| -------- | ------- | ------------------ | ---------------- | -------------------- |
| Чоловіки | 451     | 80                 | 337              | 34                   |
| Жінки    | 459     | 91                 | 279              | 89                   |
| Разом    | 910     | 171                | 616              | 123                  |